# Pesachový masakr
Pesachový masakr (známý též jako bombový útok v Netanji) byl sebevražedný teroristický útok provedený 27. března 2002, během pesachového sederu, teroristickou organizací Hamás v Park Hotelu v izraelské Netanji. Při útoku přišlo o život 30 izraelských civilistů, jedna švédská civilistka a dalších 140 Izraelců bylo zraněno. Jedná se o největší teroristický útok proti Izraelcům během druhé intifády a k roku 2011 o největší sebevražedný útok v izraelských dějinách.

## Útok

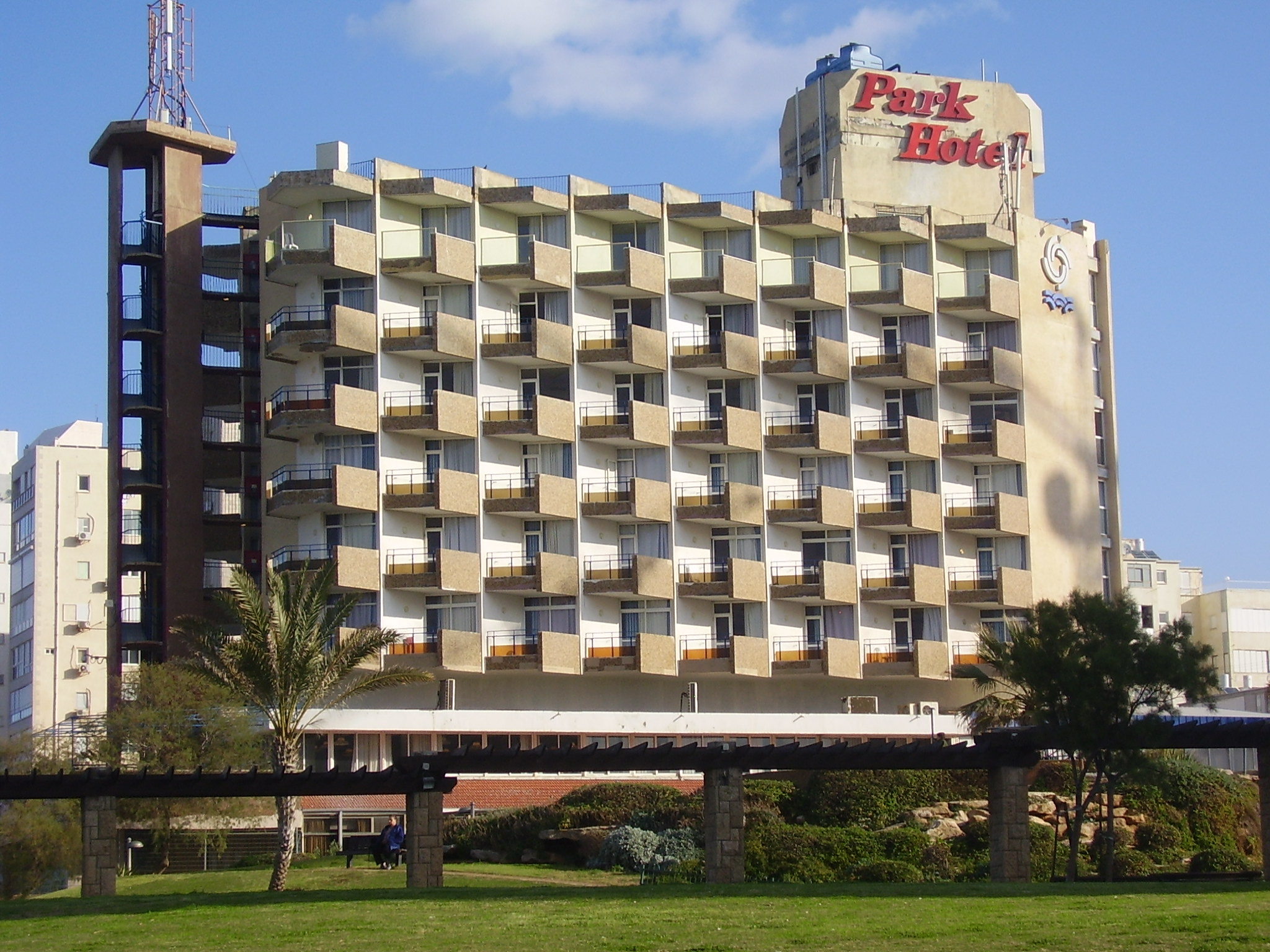
Park Hotel

Útok se uskutečnil v noci 27. března, na kterou tento rok připadl židovský svátek Pesach. Park Hotel v Netanji toho roku pořádal v jídelně v přízemí velký pesachový seder pro 250 hostů. Jednalo se především o starší židovské občany, kteří neměli rodiny a příbuzné, se kterými by svátek oslavili. Palestinský sebevražedný atentátník prošel kolem strážného u vchodu hotelu, prošel vestibulem, kde minul recepci a vešel do hotelové jídelny, kde odpálil výbušninu, kterou nesl v kufru. Dvacet pět lidí bylo na místě mrtvých a dalších 140 bylo zraněno, z čehož 20 bylo zraněno vážně. Pět z nich později následkům svých zranění podlehlo. Některé z obětí byli přeživší holokaust. Většina obětí byli senioři (starší 70 let). Nejstarší oběti bylo 90 let a nejmladší 20 let. Během útoku zahynulo několik manželských párů a otec se svou dcerou. Jedna z obětí byla židovská turistka ze Švédska, která přijela do Izraele oslavit Pesach.

## Role Hamásu
K odpovědnosti za útok se přihlásila islamistická teroristická organizace Hamás. Sebevražedný atentátník byl Abdel-Basset Odeh, 25letý muž žijící v nedalekém městě Tulkarm na Západním břehu Jordánu. Hamas uvedl, že útok měl za cíl narušit impuls z nedávno ohlášené mírové iniciativy Saúdské Arábie oznámené na summitu v Bejrútu. V březnu 2008 zatkly Izraelské obranné síly (IOS) velitele Hamásu Omara Džabara, který byl podezřelý z organizace sebevražedného útoku.

## Reakce a důsledky
Ve své reakci na saúdskou iniciativu přijatou na summitu v Bejrútu prohlásil ministr zahraničních věcí Šimon Peres, že: „… detaily jakéhokoliv mírového plánu musí být diskutovány přímo mezi Izraelem a Palestinci, a aby to bylo možné, musí Palestinská samospráva ukončit teror, jehož děsivého projevu jsme byli svědky minulou noc v Netanji.“
V reakci na útok nařídil izraelský premiér Ariel Šaron a jeho vláda okamžité povolání 20 tisíc záložníků, kteří byli nasazení v protiteroristické operaci Obranný štít spuštěné následujícího dne.
Nezisková organizace Elektronická intifáda uvádí, že Palestinská samospráva odsoudila ústy Jásira Arafata útok slovy: „Při této příležitosti bych znovu rád zopakoval naše odsouzení včerejší operace v Netanje, při níž bylo zabito a zraněno množství nevinných izraelských civilistů.“ Americká sionistická organizace a Palestinian Media Watch nicméně uvedli, že Palestinská samospráva sponzorovala fotbalový turnaj s názvem „Tulkarmský pamětní zápas šahída Abd al-Baset Odeha“. Tento název zmiňuje sebevražedného atentátníka jako šahída (tj. mučedníka), čímž podporuje a oslavuje terorismus. Celkem 71 % palestinských Arabů, kteří hlasovali o názvu tohoto zápasu se vyslovilo pro jeho pojmenování po sebevražedném atentátníkovi.
Keis Adwan, který stál v čele sebevražedné sítě zodpovědné za masakr byl zabit 5. dubna 2002 během operace Obranný štít poté, co jej vojáci IOS a policisté z elitní protiteroristické jednotky Jamam dopadli ve městě Túbás, 70 kilometrů severně od Jeruzaléma. Zemřel, když na něj obrněný buldozer Caterpillar D9 zhroutil dům, ve kterém se ukrýval poté, co odmítl nabídnutou možnost vzdát se.

## Uvěznění
V květnu 2002 zatkly izraelské bezpečnostní složky strůjce útoku Abbáse al-Sajída. Dne 22. září 2005 byl al-Sajíd odsouzen za pesachový útok a za nařízení bombového útoku z května 2001 na nákupní centrum v Netanji. Byl odsouzen k 35 letům odnětí svobody za každou z obětí útoků, plus další roky za zraněné.
V září 2009 byl Muhammad Harwish, vysoce postavený terorista Hamásu a jeden z plánovačů pesachového masakru, zatčen, společně se svým osobním pobočníkem Adnanem Samarou, elitní protiteroristickou jednotkou Jamam ve svém rodné vesnici.

## Oběti
| jméno                          | věk       | bydliště           |
| ------------------------------ | --------- | ------------------ |
| Šula Abramovič                 | 70        | Cholon             |
| David Anichovič                | 70        | Netanja            |
| Avraham Beckerman (Sgt.-Maj.)  | 25        | Ašdod              |
| Šimon Ben Aroja                | 42        | Netanja            |
| Frieda a Alter Britvičovi      | 86 a 88   | Netanja            |
| Idit a Andre Friedovi          | oba 47    | Netanja            |
| Miriam Gottsegen               | 82        | Ramat Gan          |
| Amiram Hamami                  | 44        | Netanja            |
| Perla Hermele                  | 79        | Stockholm, Švédsko |
| Dvora a Michael Karimovi       | 73 a 78   | Netanja            |
| Jehudit a Eliezer Kormanovi    | 70 a 74   | Ramat ha-Šaron     |
| Marianne Myriam Lechmann Zaoui | 77        | Netanja            |
| Lola Levkovič                  | 70        | Jeruzalém          |
| Sarah Levy-Hoffman             | 89        | Tel Aviv           |
| Furuk Na'imi                   | 62        | Netanja            |
| Elijahu Nakaš                  | 85        | Tel Aviv           |
| Chana Rogan                    | 90        | Netanja            |
| Irit Rašel                     | 45        | Cherev le-Et       |
| Clara Rosenberger              | 77        | Jeruzalém          |
| Julia Talmi                    | 87        | Tel Aviv           |
| Sivan (St.-Sgt.) a Ze'ev Vider | 20 a 50   | Beka'ot            |
| Eva a Ernest Weissovi          | 75 and 80 | Petach Tikva       |
| Anna a George Jakobovičovi     | 76 a 78   | Cholon             |